# Luigi Negri (Politiker, 1956)

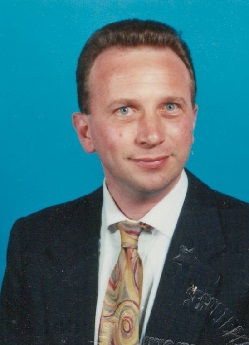
Luigi Negri

Luigi Negri (* 4. August 1956 in Codogno, Italien) ist ein italienischer Architekt und Politiker der Lega Nord. Von 1992 bis 2001 gehörte er der Camera dei deputati an. Von 1993 bis 1995 war er Parteisekretär der Lombardliga.

## Leben
Luigi Negri wurde 1956 in Codogno, einer Stadt im Südwesten der Po-Ebene in der Provinz Lodi in Italien, geboren. Er absolvierte ein Architekturstudium am Politecnico di Milano, das er mit einer Arbeit über Giovanni Battista Barattieri e l’architettura d’acque, einen oberitalienischen Baumeister aus dem 17. Jahrhundert, beendete.
Nach dem Studium beschäftigte er sich u. a. mit Landvermessung und ländlicher Architektur und unterrichtete an Schulen in Codogno, Caselle Landi, Caselle Lurani und San Colombano al Lambro.
Zwischen 1992 und 2001 wurde er zweimal in die Abgeordnetenkammer gewählt.
Sein privates Interesse gilt der Kunstgeschichte, insbesondere des Porzellans. Er gilt als Spezialist für deutsches Porzellan, insbesondere aus der 1710 gegründeten Manufaktur für Meißner Porzellan. Als Sammler nahm er an zahlreichen nationalen und internationalen Ausstellungen teil, darunter der Esposizione antiquari milanesi in Mailand, der Mercateinfiera in Parma und dem Salon des antiquaires in Antibes.